# Дессон Томсон
Дессон Патрік Томсон (англ. Desson Patrick Thomson) — колишній спічрайтер адміністрації Обами та колишній кінокритик The Washington Post. Був відомий як Дессон Хау до 2003 року, коли змінив ім'я після возз'єднання зі своїм рідним батьком.

## Біографія
Томсон навчався в Американському університеті з 1975 по 1979 рік, який закінчив навесні 1980 року зі ступенем у галузі візуальних комунікацій і кіно. Він почав працювати у The Washington Post у 1983 році помічником з копій у розділі Style, а до 1984 року писав статті для газети як позаштатний працівник. У 1987 році він став кінокритиком газети. Написав одну з небагатьох негативних рецензій на багаторазово номінований на премію «Оскар» фільм «Втеча з Шоушенка». У своїй рецензії на «День бабака» сумнозвісно заявив, що фільм «ніколи не буде визначено Бібліотекою Конгресу національним кіноскарбом». Через тринадцять років фільм буде включено до Бібліотеки Конгресу.
Томсон залишив Washington Post у 2008 році, а в 2010 році став спічрайтером в адміністрації президента Барака Обами. З лютого 2010 року до листопада 2010 року перебував у Лондоні, працюючи на посла США у Великій Британії Луїса Сусмена. У грудні 2010 року він приєднався до Офісу політичного планування Державного департаменту США як спічрайтер держсекретаря Гілларі Клінтон. У лютому 2012 року він став спічрайтером і старшим радником із розробки контенту заступника державного секретаря з питань публічної дипломатії та зв’язків з громадськістю. До вересня 2017 року був спічрайтером і старшим радником Чарльза Рівкіна, помічника Державного секретаря США з економічних і бізнес-питань.